# Robert Mallet-Stevens

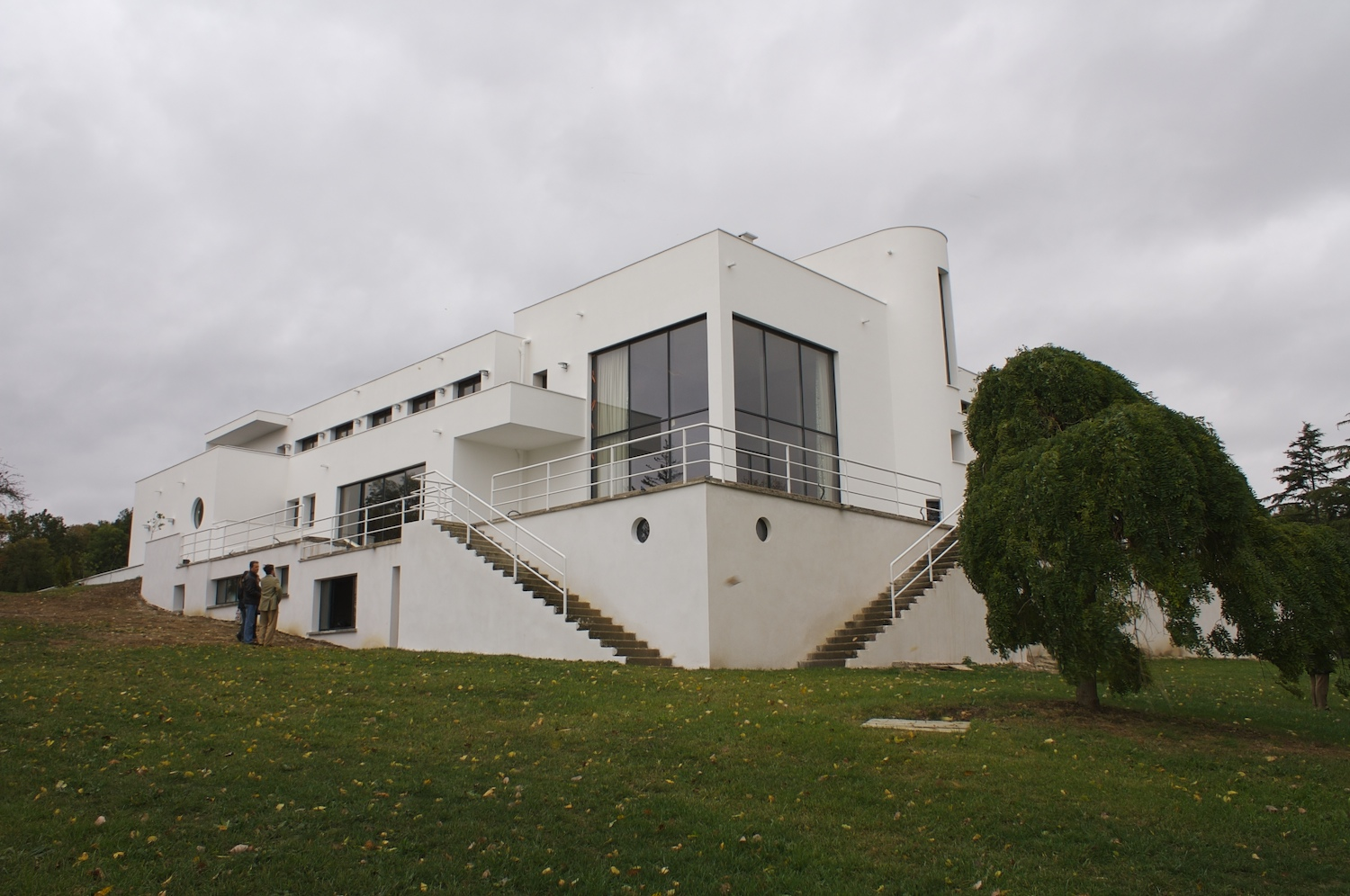
Villa Paul Poiret, 1921-1923

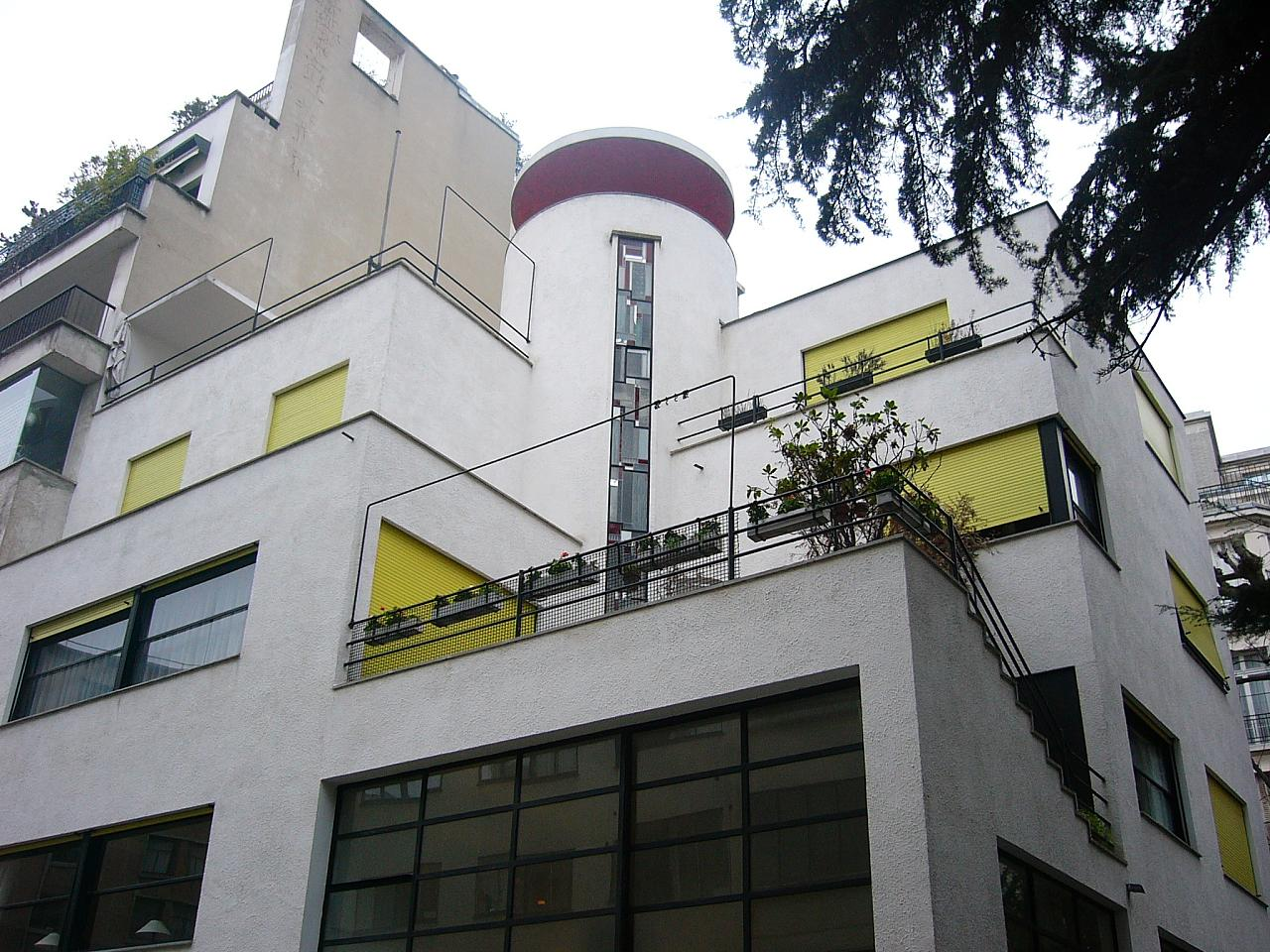
Hôtel Martel rue Mallet-Stevens, 1926-1927

Robert Mallet-Stevens (París, 1886 — 1945) va ser un arquitecte i escenògraf cinematogràfic francès.
Va treballar en diversos pavellons d'exposició, especialment en l'exposició d'arts decoratives de París de 1925, on es va encarregar del pavelló de transports. El 1930 va fundar i presidir l’Union des Artistes Modernes, que va contribuir a donar a conèixer un gran nombre d'artistes contemporanis. De tendència cubista, va fer decoracions per a pel·lícules de Marcel L'Herbier; entre les quals destaquen les de L’inhumaine.
Va projectar diversos edificis al 16è districte de París, un dels carrers del qual porta el seu nom. Juntament amb Le Corbusier és un dels arquitectes francesos més rellevants del Període d'entreguerres.

## Edificis i projectes
- Villa Paul Poiret (1921–1923), a Mézy-sur-Seine completat el 1932
- Villa Noailles (1923–1928), a Hyères
- Villa Cavrois (1929–1932), a Croix
- Rue Mallet-Stevens (1927) a Paris:[2]
  - Villa Allatini, Rue Mallet-Stevens 5[3]
  - Villa de Daniel Dreyfuss, Rue Mallet-Stevens 7[4]
  - Villa Reifenberg, Rue Mallet-Stevens 8[5]
  - Villa des Frères Martel, Rue Mallet-Stevens 10[6]
  - Villa Mallet-Stevens, Rue Mallet-Stevens 12[7]
- Garage Alfa Romeo, Rue Marbeuf, Paris
- Casa de Louis Barillet, Square Vergennes 15, Paris[8]
- Parc de Bombers (1935), rue Mesnil 8, Paris[9]